# Temco TT
Die Temco TT Pinto (Werksbezeichnung Model 51) war ein zweisitziges strahlgetriebenes Schulflugzeug, gebaut für die United States Navy bei der Firma Temco Aircraft aus Dallas, Texas.

## Konstruktion und Entwicklung
Die Temco „Model 51“ war anfangs der US Air Force angeboten worden, als Antwort auf die Ausschreibung für ein strahlgetriebenes Schulflugzeug, die die Cessna T-37 Tweet für sich entschied. Der offizielle Firmenname für das Model 51 war „Pinto“.
Die Pinto war ein Mitteldecker mit Bugradfahrwerk und geschlossenem Cockpit in Tandemkonfiguration, angetrieben von einem Continental Motors J69-T-9 (Lizenznachbau des Turboméca Marboré) Strahltriebwerk. Der Einsatz von Waffen war nicht vorgesehen.
Die Pinto besaß eine moderne Ausrüstung, unter anderem war sie mit Schleudersitzen, einer Flüssigsauerstoffanlage und Luftbremsen ausgerüstet. Obwohl die Flugeigenschaften als „gut“ bezeichnet wurden, stufte man die gesamte Leistungsfähigkeit der Maschine als „unzureichend“ ein, da sie leicht untermotorisiert war.
Nach dem Erstflug 1956 wurde der Prototyp zum Naval Air Test Center (NATC) Patuxent River gebracht, um an einem Vergleichsfliegen mit der Beech Model 73 Jet Mentor teilzunehmen. Insgesamt wurden 14 weitere Flugzeuge zwischen 1955 und 1957 gefertigt, die jetzt die Bezeichnung TT-1 trugen.

### Super Pinto
1968 kaufte Allen Paulson, Vorsitzender der California Airmotive/American Jet Industries eine Pinto aus Überschussbeständen und installierte ein CJ-610 Triebwerk, das mehr als das Dreifache an Schub lieferte, aber nur 9,1 kg mehr wog. Die nun auch für die COIN-Rolle (Aufstandsbekämpfung) entwickelte Maschine trug die Bezeichnung „Super Pinto“. Die Leistung der Maschine verbesserte sich enorm, aber der Produktionsaufwand verhinderte eine Vermarktung. Dennoch wurden aufgrund der verbesserten Flugeigenschaften alle Maschinen, bis auf eine, zur neuen „Super Pinto“-Standard umgebaut.
Ezell Aviation führte weitere Modifikationen durch, wie der Einbau des J85-Triebwerks und die Erhöhung des intern mitgeführten Treibstoffvorrats auf 1450 Liter. Die Reisefluggeschwindigkeit erhöhte sich auf 350 Knoten, die Höchstgeschwindigkeit auf 435 Knoten, und die Steigrate betrug 10.000 Fuß pro Minute. Es wurden neue Ruder und Hilfsklappen eingebaut sowie die Lufteinlässe modifiziert. Neue Avionik und verbesserte Hydrauliksysteme gehörten ebenfalls zum Umbauprogramm.

## Einsatz
Die Pintos dienten 1959 beim Air Training Command in Pensacola (Florida) und wurden benutzt, um zu untersuchen, ob sich ein Düsenflugzeug für die fliegerische Grundausbildung eignet.
Pilotenanwärter E. R. Clark machte im März 1959 seinen ersten Alleinflug in einer TT-1. Er war der erste Flugschüler in der Geschichte der Marinefliegerei, der einen ersten Alleinflug in einem Düsenflugzeug machte, ohne vorher auf einer Propellermaschine geschult zu werden.
Die Pintos wurden Ende 1960 außer Dienst gestellt und als Überschussbestände verkauft.

## Modelle
TT-1 Pinto
Zweisitziges Schulflugzeug
Super Pinto
TT Pinto mit General Electric J85 und erhöhter Treibstoffkapazität

## Nutzer
Vereinigte Staaten
- United States Navy

## Technische Daten
| Kenngröße             | Daten TT-1                                    |
| --------------------- | --------------------------------------------- |
| Besatzung             | 2                                             |
| Länge                 | 9,38 m                                        |
| Spannweite            | 9,15 m                                        |
| Höhe                  | 3,33 m                                        |
| Flügelfläche          |                                               |
| Flügelstreckung       |                                               |
| Nutzlast              |                                               |
| Leermasse             |                                               |
| max. Startmasse       | 1.966 kg                                      |
| Marschgeschwindigkeit |                                               |
| Höchstgeschwindigkeit | 300 kn (ca. 560 km/h)                         |
| Steiggeschwindigkeit  | 1.900 ft/min (9,7 m/s)                        |
| Dienstgipfelhöhe      | 32.200 ft (ca. 9.810 m)                       |
| Einsatzradius         | 725 km                                        |
| Triebwerke            | ein Continental Motors J69-T-9, 4,57 kN Schub |

## Vergleichbare Typen
- T-37 Tweet
- A-37 Dragonfly
- PZL TS-11 Iskra